# Ala dos Namorados (cavaleiros)

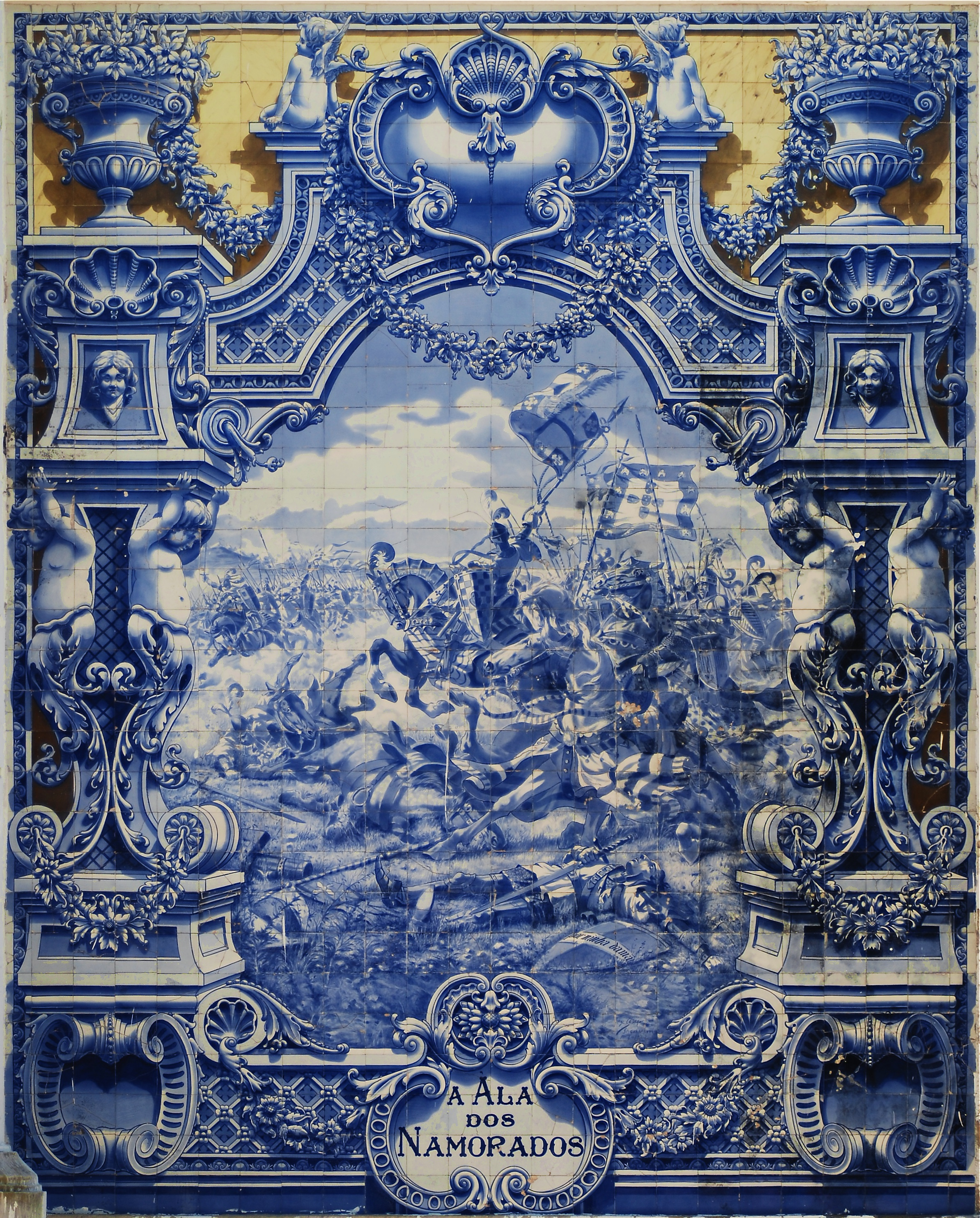
Painel evocativo da Batalha de Aljubarrota apresentando a Ala dos Namorados patente no parque Eduardo VII

É o nome pelo qual um grupo de cavaleiros ficou conhecido ao participar na Batalha de Aljubarrota, por participar na ala direita do quadrado usado pelos portugueses.
A sua existência está atestada nas crónicas de Fernão Lopes, nomeadamente na sua Crónica de João I . De acordo com a mesma fonte, os cavaleiros usavam uma bandeira verde que usavam para se identificarem mutuamente. Fernão Lopes refere que a dita ala teria duzentas lanças.
Segunda reza a dita crónica, essa ala era constituída, entre outros, pelos seguintes cavaleiros:
- Mem ou Mendo Rodrigues de Vasconcelos
- Rui Mendes de Vanconcelos, irmão do anterior
- Alvaro Anes de Sernache, como alferes.

Seu capitão era Mem Rodrigues de Vasconcelos, mais tarde nomeado por João I para ser mestre da Ordem de Santiago.
O nome de Ala dos Namorados surge por estes cavaleiros serem, em grande parte, solteiros.
Luís de Camões faz referência à Ala dos Namorados no canto IV, estrofe 24 :

Dom Nuno Alvares digo, verdadeiro

Açoute de soberbos Castelhanos

Como já o fero Huno o foi primeiro

Para Franceses, para Italianos.

Outro também famoso cavaleiro,

Que a ala direita tem dos Lusitanos,

Apto para mandá-los, e regê-los,

Mem Rodrigues se diz de Vasconcelos.

## Influências nas artes
Campos Júnior publicou um romance com este título em 1920.
Uma banda musical com este nome foi formada em 1992 pelo músico João Gil, que integra os Trovante, tendo por vocalista Nuno Guerreiro.